# Уједињење Кореје
Уједињење Кореје (кореј. 남북통일) је потенцијално уједињење Демократске Народне Републике Кореје и Републике Кореје у јединствену суверену државу Кореју. Процес ка поновном уједињењу започео је заједничком декларацијом север—југ од 15. јуна 2000. године, а поново је потврђен Панмунџомском декларацијом за мир, просперитет и уједињење Корејског полуострва у априлу 2018. и заједничком изјавом председника САД Доналда Трампа и врховног команданта Демократске Народне Републике Кореје Кима Џонг Уна на самиту у Сингапуру у јуну 2018. године. У декларацији из Панмунџома, две земље су се сложиле да раде на мирном поновном уједињењу Кореје у будућности, која је подељена од краја Другог светског рата.